# Smolan (Kansas)
Pour les articles homonymes, voir Smolan.
Smolan est une ville américaine située dans le comté de Saline, au Kansas. Selon le recensement de 2020, sa population est de 162 habitants.